# MGM Television
MGM Television is een Amerikaans televisieproductie- en distributiebedrijf, gelanceerd in 1955. Het valt onder Metro-Goldwyn-Mayer.
In 2015 werd de Britse televisieproducent Mark Burnett aangesteld als CEO van MGM Television. Deze Emmy Award winnende tv-producent staat bekend als de "vader van realitytelevisie".

## Geschiedenis
Van oorsprong is MGM Television een voortzetting van Warner Bros. Television en door zijn bestaan heen heeft het meerdere namen gehad, met de recentste naamswijziging in 2005 naar de huidige naam. In dat jaar valt de distributie onder Sony Pictures Television, maar sinds 31 maart 2006 is MGM Television zelf weer verantwoordelijk voor de productie en distributie.

#### Voormalige namen
- Metro-Goldwyn-Mayer Television
- MGM/UA Television

## Bekende producties
- Survivor
- The Apprentice
- The Voice
- Shark Tank
- The Real Housewives
- Are You Smarter than a 5th Grader?
- Steve Harvey's Funderdome
- The Handmaid's Tale
- Fargo